# الحراكتة
الحراكتة باللاتينية "Hrakta" أو ihrkatn بالأمازيغية: إيحركاتن/ "ⵉⵃⵔⴽⴰⵜⵏ" هم مجموعة إثنية تتواجد في شرق الجزائر في الأوراس ، (عين البيضاء ، المعذر بولاية باتنة ، غرب ولاية سوق أهراس و شمال ولاية خنشلة) ، يتكلمون اللغة الشاوية أو الدارجة الجزائرية.

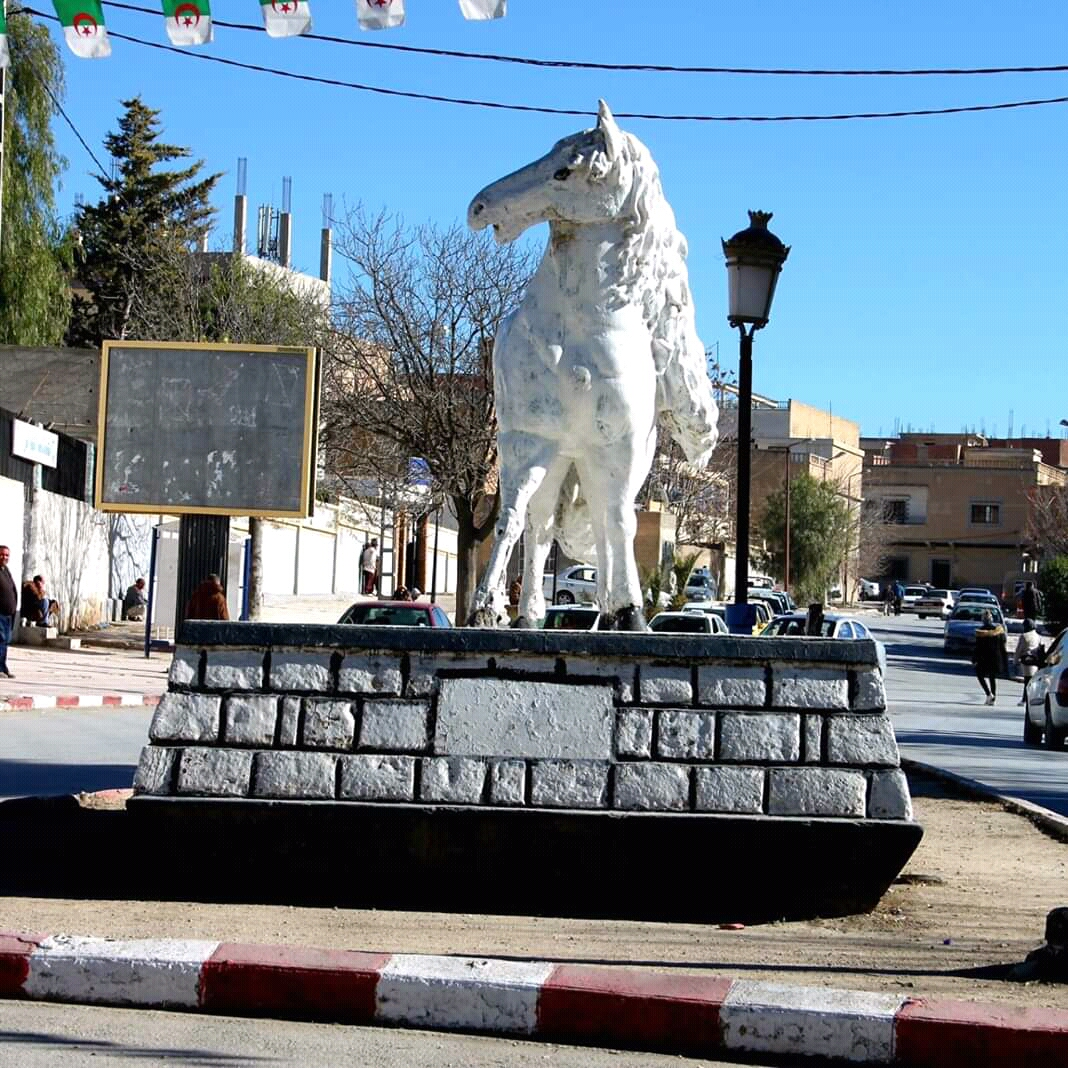
وسط مدينة عين البيضاء

## اللغة
يتكلم الحراكتة اللغة الشاوية، وتستخدم اللغة العربية الفصحى في المحررات والمواثيق الرسمية، كما ينص دستور الدولة.